# Đoàn Thị Hương
Đoàn Thị Hương (sinh ngày 31 tháng 5 năm 1988) là một nữ công dân Việt Nam được cho là một trong 2 nghi phạm nữ trong vụ ám sát Kim Jong-nam tại Malaysia ngày 13 tháng 2 năm 2017.
Tháng 5 năm 2019, sau 2 năm bị giam tại Malaysia, Đoàn Thị Hương đã được ra tù và trở về Việt Nam.

## Tiểu sử
Đoàn Thị Hương là con gái út trong một gia đình nông dân ở thôn 3, xã Nghĩa Bình, huyện Nghĩa Hưng, Nam Định. Cô "thoát ly" gia đình từ khi về Hà Nội học trung cấp dược, 3 tháng về thăm nhà một lần.

## Liên quan đến vụ án mạng
Ngày 11 tháng 2 năm 2017, Đoàn Thị Hương lần cuối post lên Facebook mang tên "Ruby Ruby". Chi tiết địa điểm check-in cho thấy cô đang ở gần sân bay quốc tế Kuala Lumpur.
Ngày 13 tháng 2 năm 2017, Kim Jong-nam bị 2 nữ giới tiếp cận và xịt VX vào mặt tại sân bay quốc tế Kuala Lumpur. Ông chết trên đường tới bệnh viện Putrajaya.
Ngày 15 tháng 2 năm 2017, Đoàn Thị Hương bị bắt giữ tại sân bay Kuala Lumpur do bị nhận dạng dựa trên camera an ninh của sân bay trùng với một trong hai người phụ nữ đã tiếp cận ông Kim. Theo luật cô bị giữ 7 ngày để điều tra. Cô khai là không biết tên của nạn nhân, và cô tưởng đây là một trò đùa trên truyền hình. Sau khi hành động, cô không thấy những người bạn của mình và đã lên taxi rời khỏi sân bay.
Từ ngày 15 tháng 2 năm 2017 cho tới ngày 20 tháng 2 năm 2017, hầu hết các báo Việt Nam đều đưa tin về vụ án và nghi phạm này nhưng không hề đề cập hai chữ 'Việt Nam' trong các bản tin, một số chỉ ghi là 'nghi phạm châu Á'.
Ngày 21 tháng 2 năm 2017, một người làm công tác tòa soạn giấu tên tại một nhật báo ở Thành phố Hồ Chí Minh trả lời BBC: “Chính xác là không ai cấm đăng [vụ Đoàn Thị Hương], nhưng Bộ Ngoại giao Việt Nam và Ban Tuyên giáo đã khuyến nghị rằng do vụ việc phức tạp, chưa thể xác minh được nhân thân cô này nên đề nghị [các báo] chờ khi có xác minh thì đăng. Trong thời gian chờ đợi, các tòa soạn vẫn cử phóng viên đi xác minh tại địa phương của Đoàn Thị Hương và để bài nằm đó. Khi thông tin từ Malaysia quá rõ và công khai rồi, Bộ Ngoại giao Việt Nam lên tiếng rồi thì đăng thôi.”
Ngày 20 tháng 2 năm 2017, báo Yomiuri Shimbun của Nhật Bản dẫn lời tờ China Press bằng tiếng Hoa của Malaysia đưa tin rằng "một người đàn ông châu Á dường như là điệp viên của Triều Tiên" tiếp xúc với hai nữ nghi can Indonesia và Việt Nam khoảng "ba tháng trước vụ ám sát". Tờ báo đưa tin rằng người đàn ông này lần đầu gặp cô Hương ở Malaysia ba tháng trước, và để "gây dựng lòng tin với cô, người đàn ông đã đi thăm Việt Nam cùng cô rồi đi mua sắm ở Hàn Quốc". Người này sau đó giới thiệu hai công dân Indonesia và Việt Nam với nhau rồi nói là họ sẽ tham gia vào một trò chơi khăm trên truyền hình.
Ngày 21 tháng 2 năm 2017, ông Đoàn Văn Thạnh, 63 tuổi, xác nhận với BBC rằng Hương là con gái ông, nhưng nói ông không tin là cô có thể thực hiện hành vi tội phạm. Cháu gái của Hương là Đinh Thị Quyên, 18 tuổi, thì nói cô tin rằng Hương bị lừa để tham gia vào âm mưu này. Cô Quyên nói dì cô đã gọi điện cho cô hôm 14 tháng 2 năm 2017, một ngày sau cái chết của ông Kim. Bà Nguyễn Thị Vy, mẹ kế cô Hương kể với AFP: “Nếu cháu phạm tội thì cháu phải chịu thôi, chúng tôi không làm gì được... nhưng tôi nghĩ chắc cháu bị người ta lừa.”
Ngày 23 tháng 2 năm 2017, dựa trên các chứng cứ thu thập được, cảnh sát Malaysia đã gia hạn thời gian tạm giữ với Đoàn Thị Hương và các nghi can khác thêm 1 tuần để điều tra.
Ngày 24 tháng 2 năm 2017, một đại diện cảnh sát Hàn Quốc cho biết Đoàn Thị Hương có tới đảo Jeju vào tháng 11 năm 2016 trong vòng 4 ngày, nhưng không cung cấp chi tiết.
Ngày 25 tháng 2 năm 2017, đại diện Đại sứ quán Việt Nam tại Malaysia đã thăm lãnh sự nghi phạm và xác định đúng là công dân Việt Nam, tên là Đoàn Thị Hương, sinh năm 1988 tại Nam Định, sơ bộ thấy sức khoẻ ổn định. Tiếp xúc với cán bộ Đại sứ quán, Đoàn Thị Hương nói bị lợi dụng và nghĩ rằng tham gia đóng video clip hài.

### Kẻ dụ dỗ
Theo thông tấn xã Yonhap, cho biết hôm 22 tháng 3 năm 2017, nghi phạm Ri Ji-hyon, 33 tuổi, con trai của một cựu đại sứ Triều Tiên tại Hà Nội, với vốn tiếng Việt lưu loát, đã dụ dỗ được Đoàn Thị Hương tham gia vụ ám sát ông Kim Jong Nam. Ri đã sống tại Việt Nam khoảng 10 năm. Trước đó vào tháng 11 năm 2009, Ri làm việc tại Đại sứ quán Triều Tiên ở Việt Nam khoảng 1 năm với tư cách là một nhà ngoại giao tập sự. Ngoài ra, Ri còn là một thông dịch viên. Theo yêu cầu của cơ quan tư pháp Malaysia, Interpol đã phát một Thông báo đỏ truy nã Ri Ji-hyon vì dính líu vào âm mưu giết người.

### Cáo buộc
Ngày 22 tháng 2 năm 2017, ông Khalid, cảnh sát trưởng Malaysia nói, hai nghi phạm nữ biết rõ họ đang làm gì và hai người này đã thực nghiệm cuộc tấn công tại Pavillion Centre và Kuala Lumpur City Centre trước khi ra tay thực sự. Ông ta nói: “Chúng tôi rất tin tưởng rằng việc đó đã được hoạch định và cả hai được huấn luyện để làm chuyện này.”  Ngược lại, ông Tito Karnavian, cảnh sát trưởng Indonesia, sau khi gặp Siti Aisyah, nói rằng cô ấy rất có thể nói sự thật và là nạn nhân.
Ngày 28 tháng 2 năm 2017, Tổng công tố viên Malaysia Mohamed Apandi Ali xác nhận, hai nữ nghi phạm Đoàn Thị Hương (quốc tịch Việt Nam) và Siti Aishah (quốc tịch Indonesia) sẽ bị truy tố tại tòa vào sáng 1 tháng 3 năm 2017 với cáo buộc giết người (điều 302 bộ luật hình sự).

## Các phiên tòa
Ngày 1 tháng 3 năm 2017, lúc 10h15 sáng (giờ Malaysia) tại phiên tòa luận tội, Tòa kết luận Đoàn Thị Hương đã phạm tội giết người và theo điều 302 bộ luật hình sự của Malaysia, tội này phải chịu án tử hình. Chủ tọa phiên tòa hỏi nghi phạm Đoàn Thị Hương “Cô có hiểu điều đó không?”. Đoàn Thị Hương trả lời rõ ràng: “Tôi hiểu. Nhưng tôi vô tội.”
Sau khi phiên tòa công bố cáo trạng kết thúc, Tòa công bố sẽ đưa vụ án ra xét xử vào ngày 13 tháng 4 năm 2017: “Chúng tôi cần thêm thời gian để thu thập tất cả các tài liệu cần thiết.” 
Ngày 12 tháng 4 năm 2017, cha của Đoàn Thị Hương, ông Đoàn Văn Thạnh, đã được gặp con gái tại nhà tù Kajang. Ông không tham dự phiên tòa 1 ngày sau đó theo đề nghị của con gái.
Ngày 13 tháng 4 năm 2017, tại Tòa án Tối cao Sepang, Selangor, các công tố cho biết họ chưa có đủ tài liệu cần thiết và sẽ xử tiếp vào ngày 30 tháng 5 năm 2017.
Ngày 29 tháng 9 năm 2017, luật sư của Đoàn Thị Hương, ông Hisyam Teh thông báo Đoàn Thị Hương và Siti Aisyah sẽ không nhận tội trước phiên tòa xét xử sẽ diễn ra vào ngày 2 tháng 10 năm 2017 và dự kiến kết thúc vào ngày 30 tháng 10 năm 2017.
Ngày 18 tháng 2 năm 2019, gia đình nghi can Đoàn Thị Hương mong ông Kim Jong-un giúp đỡ khi ông sắp sang Việt Nam tham dự Hội nghị thượng đỉnh với Tổng thống Mỹ Donald Trump.
Ngày 14 tháng 3 năm 2019, Tòa án Malaysia bác yêu cầu rút lại cáo trạng và trả tự do cho Đoàn Thị Hương. Đoàn Thị Hương là nghi phạm duy nhất còn phải ngồi tù, và sẽ tiếp tục ra tòa vào ngày 1 tháng 4 năm 2019.
Ngày 1 tháng 4 năm 2019, Đoàn Thị Hương tiếp tục ra toà. Toà án Malaysia quyết định cho cô hình phạt là 3 năm 4 tháng tù. Tuy nhiên, hình phạt thường được giảm bởi 30%, nên tháng 5 năm 2019, cô sẽ được thả tự do.

## Phản ứng của chính quyền Việt Nam
Thứ trưởng Bộ Ngoại giao Việt Nam Nguyễn Quốc Dũng xác nhận với VOA vào tối 24 tháng 2 năm 2017, “Họ nói là vẫn ổn, nói là cô ấy tốt. Tất nhiên bây giờ làm sao khẳng định được có đúng cô ấy là người Việt Nam hay không hay là người mang cái hộ chiếu đấy không. Chúng tôi chưa gặp thì cũng không thể xác định được. Nhưng mà hỏi thì người ta bảo bạn đó vẫn đang trong tình trạng sức khỏe tốt”.
Ngày 24 tháng 2 năm 2017, trả lời BBC tiếng Việt qua điện thoại, Thượng tướng Tô Lâm, Bộ trưởng Bộ Công an, nói về 'nghi phạm người Việt' và khả năng xử lý vụ việc, ông nói: "Nếu là người Việt Nam thì chúng tôi phải bảo hộ và đưa về Việt Nam xử lý theo pháp luật Việt Nam. Nhưng điều đầu tiên là phải xác minh đúng là người Việt Nam và có liên quan đến vụ án. Sau đó sẽ phải đánh giá có vi phạm như thế nào theo luật pháp Việt Nam."
Chiều 12 tháng 3 năm 2019 Phó Thủ tướng, Bộ trưởng Ngoại giao Phạm Bình Minh đã có cuộc điện đàm với Bộ trưởng Ngoại giao Malaysia Saifuddin Abdullah. Phó Thủ tướng đề nghị phía Malaysia bảo đảm xét xử công bằng, trả tự do cho Đoàn Thị Hương. Người phát ngôn Bộ Ngoại giao Lê Thị Thu Hằng chiều 14 tháng 3 năm 2017 cho hay: “Chúng tôi lấy làm tiếc vì tòa án Malaysia không trả tự do ngay cho công dân Việt Nam Đoàn Thị Hương. Việt Nam mong muốn Đoàn Thị Hương phải được xét xử công bằng, khách quan và được trả tự do”.
Tháng 5 năm 2019, sau 2 năm bị giam tại Malaysia, Đoàn Thị Hương đã được ra tù trước thời hạn và trở về Việt Nam.